# Ma Yonghui
Det här är en artikel om en person med kinesiskt personnamn; Ma är familjenamnet.
Ma Yonghui (kinesiska: 马永慧), född 7 augusti 2006, är en kinesisk simmare.

## Karriär
Vid asiatiska spelen 2022 i Hangzhou, som arrangerades 2023, tog Ma silver på 400 meter frisim. Vid långbane-VM 2024 i Doha erhöll hon ett guld på 4×200 meter frisim efter att ha simmat försöksheatet där Kina sedermera tog medalj i finalen.